# Aranos (Wahlkreis)
Der Wahlkreis Aranos ist seit dem 9. August 2013 ein namibischer Wahlkreis im Osten der Region Hardap. Kreisverwaltungssitz und Namensgeber des Wahlkreises ist die Stadt Aranos. Der Wahlkreis grenzt im Westen an die Wahlkreise Mariental-Land und Gibeon und im Osten an Botswana. Der Wahlkreis hat 10.700 Einwohner (Stand 2023) auf einer Fläche von 26.724 km².

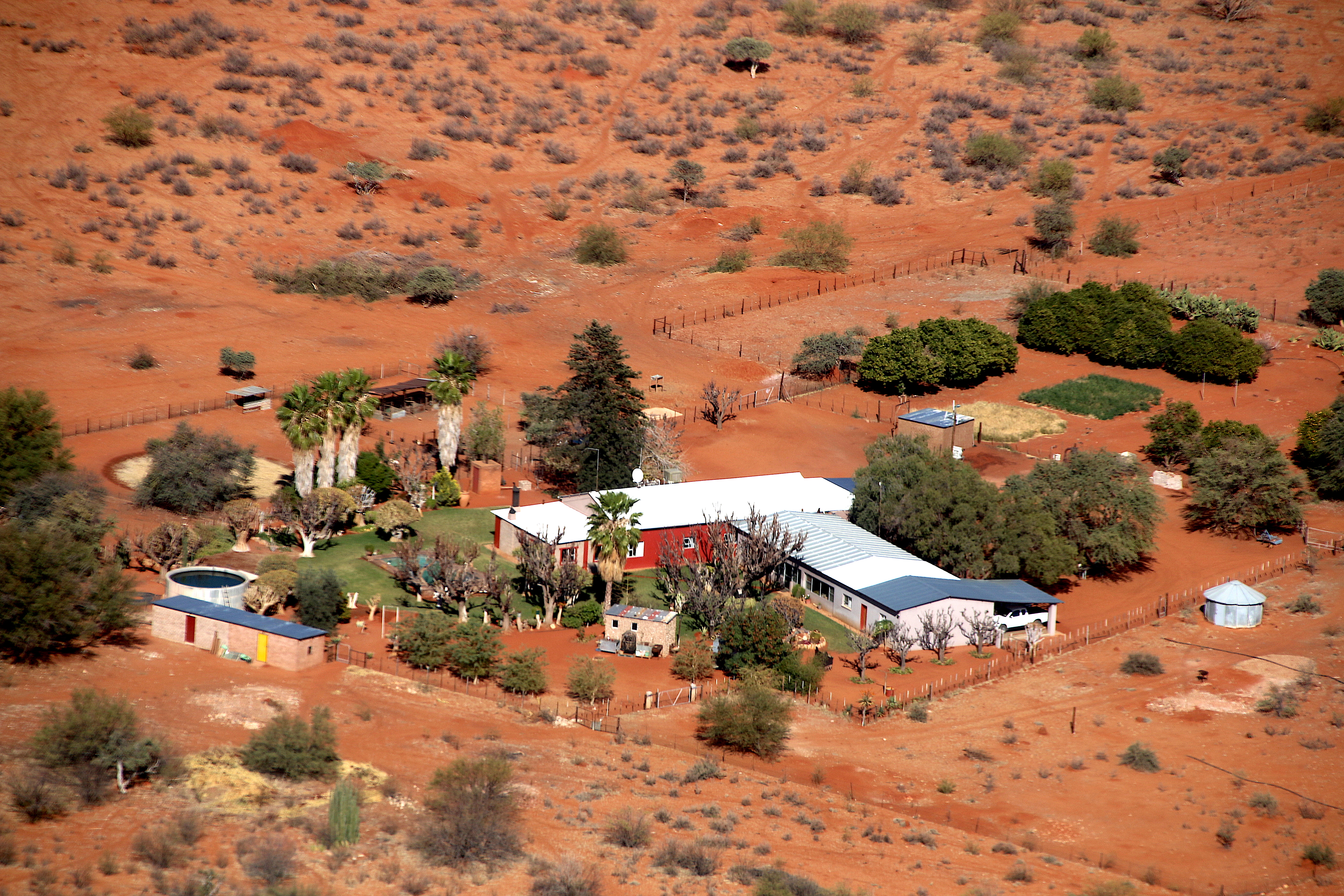
Eine Farm im Wahlkreis Aranos

## Wahlen
| Wahl | Name          | Partei | Stimmenanteil |
| ---- | ------------- | ------ | ------------- |
| 2015 | Jan Jarson    | SWAPO  | 56,2 %        |
| 2020 | Salomon Boois | LPM    | 48,5 %        |